# Bedřich Antonín Wiedermann
Bedřich Antonín Wiedermann (10. listopadu 1883 Ivanovice na Hané – 5. listopadu 1951 Praha) byl virtuosní varhaník koncertní a chrámový, pedagog Pražské konzervatoře a AMU, skladatel a odborník na stavbu varhan.

## Životopis
Maturoval na gymnáziu v Praze, načež po dvouměsíčním zaměstnání berního úředníka v Kroměříži nastoupil ke studiu bohosloví na teologickou fakultu v Olomouci. Během studia se však uplatnil také jako zastupující varhaník a dirigent v olomouckém dómě a po sedmi semestrech (1904-1908) ze semináře vystoupil a zahájil studium na konzervatoři v Praze. Varhanní hru studoval u Josefa Kličky (absolvoval v roce 1909), skladbě se věnoval pod vedením Vítězslava Nováka. Následně působil jako chrámový varhaník v Brně (Petrov 1910–11) a v Praze (Emauzy 1911–17; kostel sv. Cyrila a Metoděje v Karlíně 1917–19), tři roky byl také violistou České filharmonie.
Jako varhaník koncertoval často v Praze i mimo ni, v pražském klášteře Emauzy založil tradici pravidelných varhanních vystoupení, pořádal také nedělní matiné ve Smetanově síni pražského Obecního domu (jednou měsíčně v letech 1920–32), další cyklus pravidelných koncertů organizoval od čtyřicátých let v basilice sv. Jakuba na Starém Městě pražském (varhany v tomto chrámu byly v letech 1940–41 přestavěny podle jeho návrhu). Absolvoval rovněž několik zahraničních zájezdů (Anglie 1924, New York 1924, Německo 1925, Švédsko 1926, Belgie 1935), řadu jeho vystoupení (zejména koncerty v Husově sboru církve československé v Praze-Dejvicích) vysílal rozhlas. Na stovkách svých koncertů provedl díla autorů všech stylových období. Proslul vynikající manuálovou i pedálovou technikou a barvitou registrací. Jeho hlavním zájmem však byla hudba 19. a 20. století (premiéroval mj. Novákův Svatováclavský triptych), jeho kompoziční práce vychází z díla Listza, Wagnera a Čajkovského, jejich řeč však obohacuje o nové harmonické efekty.
Vyučoval varhanní hru na konzervatoři v Praze (1917–44), krátce také na její mistrovské škole (1945–46), v roce 1946 byl jmenován profesorem Akademie múzických umění v Praze. Mezi jeho žáky patřili Josef Černocký, Bedřich Janáček, Jan Bedřich Krajs, Jiří Reinberger, Jiří Ropek, Emil Vacek a Milan Šlechta. Je zakladatelem novodobé české varhanní pedagogiky, ve výuce se snažil o inovativní přístup, kladl mimo jiné důraz na uvědomování rozdílů mezi klavírní a varhanní hrou.
Pohřben je v Praze na Vyšehradě.

## Dílo
Těžiště jeho rozsáhlého skladatelského díla (přes 300 skladeb) leží v hudbě varhanní (přes 80 kompozic) a vokální (množství chrámových děl, sborů zejména na duchovní texty, písní, osm kantát). Většina děl zůstala dosud nevydána, rukopisy a autorizované opisy (více než 330 notových zápisů) jsou k dispozici v Českém muzeu hudby v Praze, další rukopisy jsou uloženy v soukromých sbírkách. Část jeho varhanního díla vyšla ve sbornících (B. A. Wiedermann: Tři chorálové předehry, Praha 1944; B. A. Wiedermann: Tři skladby (ed. Jiří Reinberger), Praha 1951; B. A. Wiedermann: Composizioni per organo (ed. Jiří Ropek), Praha 1984; B. A. Wiedermann: Varhanní skladby (ed. Josef Popelka), Praha 2007).

### Výběr z díla
(Skladby označené místem a datem vydání byly vydány v některém z výše uvedených sborníků.)

#### Vokální skladby
- Vánoční kantáta pro mužský sbor, smyčce, harmonium a klavír (1906)
- Litanie lauretanae (1907)
- Miserere (1911) pro sedmihlasý sbor
- Psalmus 22 (1930)
- Kantáta ve starém stylu (1930)
- Havéřská kantáta (1939)
- Missa solemnis

#### Orchestrální skladby
- Suita ve starém slohu (1939)
- Pastorale lydico pro varhany a malý orchestr

#### Varhanní skladby
- Tristezza (1912), Praha 2007
- Capriccietto (1912), Praha 2007
- Pastorela in F (1912), Praha 2007
- Toccata e fuga f moll (1912), Praha 1951
- Preludium e moll (1919), Praha 2007
- Elegia (1920), Praha 1951
- Hlas přísný po temnostech zní (1928), Praha 1944
- Scherzo (1931), Praha 1951
- Ó hlavo, plná trýzně (1934), Praha 1984
- Quatro Pastorali (1942) (I. Pastorale dorico Praha 1954 in REINBERGER, Jiří (ed.): Česká varhanní tvorba; II. Pastorale frygico, Praha 2007)
- Burlesca (1942), Praha 2007
- Notturno (1942), Praha 1984
- Toccata diatonica (1943), Praha 2007
- Toccata e moll (1948), Praha 1984
- Missa pro organo solo (1948)

## Diskografie
B. A. Wiedermann: Toccata a fuga f moll, Praha 1944, Ultraphon

## Výběrová bibliografie
- CHŘIBKOVÁ, Irena. Bedřich Antonín Wiedermann. Online. Dostupné z: https://auditeorganum.cz/archiv/bedrich-antonin-wiedermann/.
- CHŘIBKOVÁ, Irena. Varhaník z Emauz. Online. Harmonie. 2011, roč. 19, č. 11, s. 22. Dostupné z: https://www.casopisharmonie.cz/rozhovory/varhanik-z-emauz/
- JANÁČEK, Bedřich. Vzpomínky na B. A. Wiedermanna. Varhaník: časopis pro varhanickou praxi. Kostelní Vydří: Karmelitské nakladatelství, 2005, č. 3, s. 5–8.
- SCHUSTER, Michal. Varhanní virtuos a skladatel B. W. Wiedermann a Malá Haná. In: Sborník Muzea Blanenska. Blansko: Muzeum Blanenska, 2020, s. 31–42.
- SLIMÁČKOVÁ-MICHÁLKOVÁ, Jana. Bedřich Antonín Wiedermann: pioneer of the organ as a concert instrument. Online. Musicologica Brunensia. 2020, roč. 55, č. 1, s. 5–14. Dostupné z: https://hdl.handle.net/11222.digilib/142886.
- SLIMÁČKOVÁ-MICHÁLKOVÁ, Jana. The organ compositions of Bedřich Antonín Wiedermann: introduction to the topic. Muzikološki zbornik. 2020, roč. 56, č. 1, s. 59–78. Dostupné z: https://doi.org/10.4312/mz.56.1.59-78
- SLIMÁČKOVÁ-MICHÁLKOVÁ, Jana. Bohatýr varhan Bedřich Antonín Wiedermann. Harmonie. 2021, roč. 29, č. 12, s. 29–33.
- PERLÍK, R.: Wiedermann padesátníkem, in: Cyril 7/8, 1933, 95
- PETR, C. B.: Prof. Bedřich Antonín Wiedermann, in: Cyril 11/12, 1933, 97
- ČUBR, A.: Vzpomínka na B. A. Wiedermanna, in: Hudební rozhledy, 1953, 767
- REINBERGER, J.: K nedožitým pětasedmdesátinám B. A. Wiedermanna, in: Hudební rozhledy, 1958, 847
- ŠTĚDROŇ, B.: Wiedermann, Bedřich Antonín, in: Československý hudební slovník osob a institucí, II., Praha 1965
- ŠTĚDROŇ,B.: Wiedermann, Bedřich Antonín, in: Musik in Geschichte und Gegenwart, Kassel 1986
- NĚMCOVÁ, A.:Wiedermann, Bedřich Antonín, in: New Grove's Dictionary of Music and Musicians, London 2006
- POPELKA, J.: Wiedermann, Bedřich Antonín, in: Musik in Geschichte und Gegenwart, Kassel 2006